# Crytea novanana
Crytea novanana là một loài tò vò trong họ Ichneumonidae.